# کسا
کسا (به اسپانیایی: Cosa, Aragon) یک شهرستان در اسپانیا است که در استان تروئل واقع شده‌است.

## خصوصیات
کسا ۵۴٫۸ کیلومترمربع مساحت و ۸۷ نفر جمعیت دارد.